# Sommervieu
Sommervieu és un municipi francès situat al departament de Calvados i a la regió de Normandia. L'any 2007 tenia 1.000 habitants.

## Demografia

### Població
El 2007 la població de fet de Sommervieu era de 1.000 persones. Hi havia 356 famílies de les quals 68 eren unipersonals (28 homes vivint sols i 40 dones vivint soles), 116 parelles sense fills, 152 parelles amb fills i 20 famílies monoparentals amb fills.
La població ha evolucionat segons el següent gràfic:
Habitants censats

### Habitatges
El 2007 hi havia 379 habitatges, 360 eren l'habitatge principal de la família, 13 eren segones residències i 6 estaven desocupats. 372 eren cases i 7 eren apartaments. Dels 360 habitatges principals, 307 estaven ocupats pels seus propietaris, 50 estaven llogats i ocupats pels llogaters i 3 estaven cedits a títol gratuït; 1 tenia una cambra, 13 en tenien dues, 28 en tenien tres, 78 en tenien quatre i 240 en tenien cinc o més. 301 habitatges disposaven pel capbaix d'una plaça de pàrquing. A 126 habitatges hi havia un automòbil i a 216 n'hi havia dos o més.

### Piràmide de població
La piràmide de població per edats i sexe el 2009 era:
| Homes | Edats   | Dones |
| ----- | ------- | ----- |
| 0     | 95 o +  | 0     |
| 4     | 90 a 94 | 4     |
| 4     | 85 a 89 | 0     |
| 0     | 80 a 84 | 0     |
| 8     | 75 a 79 | 12    |
| 4     | 70 a 74 | 12    |
| 20    | 65 a 69 | 24    |
| 16    | 60 a 64 | 16    |
| 16    | 55 a 59 | 20    |
| 36    | 50 a 54 | 44    |
| 32    | 45 a 49 | 24    |
| 28    | 40 a 44 | 20    |
| 28    | 35 a 39 | 36    |
| 28    | 30 a 34 | 28    |
| 20    | 25 a 29 | 12    |
| 20    | 20 a 24 | 16    |
| 18    | 15 a 19 | 36    |
| 32    | 10 a 14 | 24    |
| 16    | 5 a 9   | 32    |
| 16    | 0 a 4   | 16    |

## Economia
El 2007 la població en edat de treballar era de 658 persones, 468 eren actives i 190 eren inactives. De les 468 persones actives 431 estaven ocupades (223 homes i 208 dones) i 37 estaven aturades (18 homes i 19 dones). De les 190 persones inactives 87 estaven jubilades, 57 estaven estudiant i 46 estaven classificades com a «altres inactius».

### Ingressos
El 2009 a Sommervieu hi havia 383 unitats fiscals que integraven 1.048 persones, la mediana anual d'ingressos fiscals per persona era de 18.939 €.

### Activitats econòmiques
Dels 22 establiments que hi havia el 2007, 1 era d'una empresa de fabricació d'elements pel transport, 2 d'empreses de fabricació d'altres productes industrials, 7 d'empreses de construcció, 1 d'una empresa de comerç i reparació d'automòbils, 2 d'empreses de transport, 3 d'empreses d'hostatgeria i restauració, 1 d'una empresa financera, 3 d'empreses de serveis, 1 d'una entitat de l'administració pública i 1 d'una empresa classificada com a «altres activitats de serveis».
Dels 9 establiments de servei als particulars que hi havia el 2009, 2 eren tallers de reparació d'automòbils i de material agrícola, 1 fusteria, 4 lampisteries, 1 empresa de construcció i 1 restaurant.
L'any 2000 a Sommervieu hi havia 6 explotacions agrícoles.

## Equipaments sanitaris i escolars
El 2009 hi havia una escola elemental.

## Poblacions més properes
El següent diagrama mostra les poblacions més properes.